# 바장조
바장조(-長調)는 바(F) 음을 으뜸음으로 하는 장음계다. 

## 같이 보기
- 화음